# Three Rivers (Ilha do Príncipe Eduardo)
Three Rivers é uma cidade canadense localizada no Condado de Queens, na Ilha do Príncipe Eduardo. É o município mais novo da província, incorporado em 28 de setembro de 2018. A população somada das cidades que originaram Three Rivers era de 4.519 pessoas em 2016.